# Dorcadion blanchardi
Dorcadion blanchardi är en skalbaggsart som beskrevs av Étienne Mulsant och Claudius Rey 1863. Dorcadion blanchardi ingår i släktet Dorcadion och familjen långhorningar.
Artens utbredningsområde är Iran. Inga underarter finns listade i Catalogue of Life.